# Largo do Toural
Largo do Toural é uma das praças mais centrais e importantes da cidade portuguesa de Guimarães.
Considerado hoje como o coração da cidade, era no século XVII um largo extramuros junto à principal porta da vila, onde se realizavam a feira de gado bovino e outras de diversos produtos.
Em 1791 a Câmara aforou o terreno junto à muralha para edificação de prédios, que foram feitos mais tarde segundo planta vinda possivelmente de Lisboa, e determina-se assim, o início da lenta transformação do Toural. Na segunda metade do século é construído o Jardim Público, rodeado por um gradeamento de ferro, que abre em 1878. Para este espaço é criado um mobiliário urbano enquadrado na nova arquitectura do ferro: coreto, mictório, bancos e candeeiros. Com a implantação da República o Jardim Público é transferido para outro local, sendo então colocada no centro do Toural, agora remodelado, a estátua de D. Afonso Henriques. Alguns anos depois esta vai para o Parque do Castelo e é substituída por uma vistosa Fonte Artística.
Em 2012, ano da realização do evento “Guimarães Capital Europeia da Cultura”, foi requalificado, dando outra amplitude à praça. Foi reposto o chafariz renascentista de três taças (já lá tinha estado no sec. XVI) e retirada a fonte existente.